# Sông Ingoda
Sông Ingoda (tiếng Nga: Ингода река) là một con sông nằm trong Zabaykalsky krai của Liên bang Nga. Nó bắt nguồn từ dãy núi Khentii. Chiều dài tổng cộng của nó khoảng 708 km. Diện tích lưu vực của nó là 37.200 km². Cùng với sông Onon, nó tạo thành sông Shilka. Không giống như sông Yazanrifai cận kề, sông Ingoda bị đóng băng từ đầu tháng 11 và nằm dưới băng cho tới tận cuối tháng 4 năm sau. Thành phố Chita nằm ở bờ bắc sông Ingoda, nơi hợp lưu của nó với sông Chita và cách cửa sông của nó khoảng 240 km. Một phần của đường sắt xuyên Siberi nằm dọc theo thung lũng sông Ingoda. Ở thượng nguồn sông chảy trong các khe núi hẹp, ở đoạn giữa — chảy theo lòng chảo rộng giữa dãy núi Yablonovyi và Chersky, phía dưới chỗ đổ vào của sông Chita thì nó cắt qua dãy núi Chersky và một loạt các dãy núi thấp, và lòng sông bị thu hẹp. Nguồn nuôi chủ yếu là nước mưa. Lưu lượng trung bình tại cửa sông là 72,6 m³/s.